# VM i landevejscykling 2018 – Linjeløb (junior damer)
Junior damernes linjeløb ved VM i landevejscykling 2018 blev afholdt den 27. september 2018. Løbet var 71,7 km langt.

## Hold og ryttere
| 5 ryttere                                     | 4 ryttere                                       | 4 ryttere                                 | 3 ryttere                     | 2 ryttere                                                       | 2 ryttere                                                                    | 1 rytter                                                           |
| --------------------------------------------- | ----------------------------------------------- | ----------------------------------------- | ----------------------------- | --------------------------------------------------------------- | ---------------------------------------------------------------------------- | ------------------------------------------------------------------ |
| Frankrig · Holland · Rusland · Storbritannien | Canada · Danmark · Italien · Kasakhstan · Norge | Polen · Spanien · Tyskland · USA · Østrig | Belgien · Slovakiet · Schweiz | Australien · Eritrea · Hongkong · Hviderusland · Irland · Japan | Kroatien · Letland · New Zealand · Slovenien · Sverige · Sydafrika · Ukraine | Belgien · Chile · Colombia · Israel · Litauen · Luxembourg · Macao |

### Danske ryttere
- Mie Saabye
- Mette Egtoft Jensen
- Emma Maria Christensen
- Ellen Hjøllund Klinge

## Resultater
| \| Samlede stilling \| Samlede stilling \| Samlede stilling \| Samlede stilling \| Samlede stilling \| \| Rytter \| Rytter \| Hold \| Tid \| \| \| ---------------- \| ----------------- \| ---------------- \| ---------------- \| ---------------- \| \| 1. \| Laura Stigger \| Østrig \| 1t 56' 26" \| \| \| 2. \| Marie Le Net \| Frankrig \| + 0" \| \| \| 3. \| Simone Boilard \| Canada \| + 0" \| \| \| 4. \| Barbara Malcotti \| Italien \| + 0" \| \| \| 5. \| Jade Wiel \| Frankrig \| + 14" \| \| \| 6. \| Vittoria Guazzini \| Italien \| + 14" \| \| \| 7. \| Camilla Alessio \| Italien \| + 29" \| \| \| 8. \| Ajgul Garejeva \| Rusland \| + 56" \| \| \| 9. \| Mie Saabye \| Danmark \| + 1' 52" \| \| \| 10. \| Maina Galand \| Frankrig \| + 1' 52" \| \| |                   |          |            |
| |                   |          |            |
| Kilde: ProCyclingStats |                   |          |            |
| Samlede stilling |                   |          |            |
| Rytter | Rytter            | Hold     | Tid        |
| 1. | Laura Stigger     | Østrig   | 1t 56' 26" |
| 2. | Marie Le Net      | Frankrig | + 0"       |
| 3. | Simone Boilard    | Canada   | + 0"       |
| 4. | Barbara Malcotti  | Italien  | + 0"       |
| 5. | Jade Wiel         | Frankrig | + 14"      |
| 6. | Vittoria Guazzini | Italien  | + 14"      |
| 7. | Camilla Alessio   | Italien  | + 29"      |
| 8. | Ajgul Garejeva    | Rusland  | + 56"      |
| 9. | Mie Saabye        | Danmark  | + 1' 52"   |
| 10. | Maina Galand      | Frankrig | + 1' 52"   |